# Hero Elementary
Hero Elementary ist eine kanadisch-US-amerikanische Fernsehserie. Die Erstausstrahlung erfolgte am 1. Juni 2020 auf PBS Kids (USA) sowie Children’s Independent Television.

## Handlung
An der Serie sind die verschiedenen Schüler der „Sparks 'Crew“ beteiligt – Lucita Sky, AJ Gadgets, Sara Snap und Benny Bubbles –, die von ihrem schrulligen und begeisterten Lehrer, Mr. Sparks, in Superhelden ausgebildet werden. Gemeinsam arbeiten die Schüler als Team und nutzen ihre eigenen einzigartigen Superkräfte sowie die „Superkräfte der Wissenschaft“, um Menschen zu helfen, Probleme zu lösen und die Welt zu einem besseren Ort zu machen. Die Serie wird derzeit für 40 halbstündige Episoden produziert, von denen jede zwei Segmente enthält.

## Produktion
Die Serie entstand bei „Twin Cities PBS“ und der „Portfolio Entertainment“.

## Synchronisation
| Rolle         | Originalsprecher    |
| ------------- | ------------------- |
| Lucita Sky    | Veronica Hortiguela |
| AJ Gadgets    | Jadiel Dowlin       |
| Sara Snap     | Stephany Seki       |
| Benny Bubbles | Stacey DePass       |
| Mr. Sparks    | Carlos Díaz         |